# Bressuire
Bressuire es un municipio francés, situado en el departamento de Deux-Sèvres y la región Nueva Aquitania. Es el segundo polo industrial y artesanal de la región. Es la capital del Pays du Bocage Bressuirais, que incluye los municipios de Bressuire, Moncoutant, Cerizay, Argenton-les-Valles y Mauléon. La ciudad es miembro y acoge la sede de la comunidad de aglomeración Bocage. Está hermanada desde 1982 con la localidad aragonesa de Mequinenza, siendo uno de los hermanamientos más longevos y duraderos de toda Europa.

## Geografía
La ciudad de Bressuire se encuentra en el corazón del Bocage bressuirais, en el noroeste del departamento de Deux-Sevres, a unos 30 kilómetros de Parthenay (sureste) ya unos 25 kilómetros de Thouars (noreste) ya 40 kilómetros de Cholet (noroeste). El municipio de Bressuire está formado por ocho municipios vecinos: Terveu, Noirterre, Saint-Sauveur-de-Givré-en-Mai, Chambroutet, Noirlieu, Clazay, Breuil-Chausée y Beaulieu-sous-Bressuire.
Bressuire limita con Nueil-les-Auviers, Brétignolles, Voulmetin, Saint-Auvinen-du-Plain, Argentonnay, Coulonges-Thouarsais, Luché-Thouarsais, Cirières, Geay, Faye-l'Abbesse, La Forêt-sur-Sèvre, Courlay, Chanteloup, Chiché y Boismé.

### Comunicaciones
La ciudad de Bressuire se encuentra a aproximadamente una hora en coche de las principales ciudades del oeste: Nantes, Poitiers, Angers, por la carretera nacional 149 (E62) - futura RN 249 - que enlaza Nantes con Poitiers.
La estación de Bressuire tiene servicio de conexiones diarias a Tours vía Saumur y en La Roche-sur-Yon con TER, así como Les Sables-d'Olonne los fines de semana de mayo a septiembre y diariamente de julio y agosto.

### Política ambiental
En 2017, Bressuire recibió la distinción "dos flores" por parte del Consejo Nacional de Villes et Villages fleuris de Francia por sus políticas ambientales.

## Topónimo
El nombre de la ciudad está documentado como Segora en el siglo IV, y en las formas latinizadas Berzoriacum hacia el 1030 y Berzorium ente 1073 y 1100, Brochorium en 1150, después Bressuyre el 1376. La primera forma latinizada parece poco rigurosa, pero la segunda (Berzoriacum) permite explicar la evolución hacia "Bressuire".
En nombre es un compuesto entre briva ( "puente") y Segora, que probablemente sea el nombre antiguo del Dolo, río que cruza Bressuire. La vía romana de Poitiers-Nantes atravesaba este río en este punto; de ahí el nombre de "puente sobre el Segor". En peitoví, Bressuire se denomina "Bercher".

## Heráldica
|  | Blasón: De plata con águila de dos cabezas. Comentario: La ciudad de Bressuire obtiene las armas por orden del 1 de julio de 1701. Se registraron en el Armorial General de Francia. Estos brazos son una reminiscencia de los de la familia Beaumont, señores de Bressuire desde el siglo X hasta el XVI, que llevaban una águila dorada en un campo de gules sembradas con baldías (o puntas de lanza). |

## Historia
Bressuire es quizás desde la época celta y galorromana un cruce de carreteras. Sin embargo, las primeras pruebas de la existencia de la ciudad se remontan sólo en el siglo XI, con la mención de la capilla de Saint-Cyprien.
La ciudad medieval ( "Castrum Berzoriacum") dependía del Vizcondado de Thouars e incluía, en el siglo X, tres parroquias: Notre Dame, Saint-Jean y Saint-Nicolas. Este último situado dentro de las murallas del castillo y ahora desaparecido (los fundamentos de la cripta todavía están enterrados bajo tierra) dependiente de la abadía de Saint-Jouin del Marne.
La iglesia Saint-Jean se encontraba cerca del molino de Peyre, cerca de una carretera transitada. El priorato de Saint-Jacques era un lugar de celebración para los peregrinos de paso el día de la fiesta del santo. También había la Iglesia de los Cordeliers que se encontraba junto al monasterio del mismo nombre en el centro de la ciudad.
Su castillo medieval (actualmente en ruinas) está situado en una ladera de la montaña con vistas al casco antiguo. El recinto exterior del castillo se construyó en el siglo XIII con una muralla fortificada, con torres y cinco puertas que rodea las dos parroquias situadas fuera del castillo (Notre Dame y Saint-Jean). La familia Beaumont-Bressuire, señores de Bressuire hasta el siglo XVI, concedieron privilegios a la ciudad el 1190. También levantaron la iglesia de Notre-Dame del 1090 que se terminó a principios del XVI, que se convirtió en un auténtico faro de la ciudad. Desde la Edad Media hasta el siglo XV, la ciudad tuvo una gran reputación por su actividad textil.
La guerra de los Cien Años pone a prueba el castillo y la ciudad. A finales de 1370, Du Guesclin conquistó el puesto entonces en manos de los ingleses. Durante este terrible conflicto, los franciscanos establecieron el primer convento de la ciudad: el monasterio de Cordeliers, que fue destruido en 1820 por la construcción del actual ayuntamiento. En el siglo XV, bajo los vizcondes Pierre II de Amboise y Louis de Amboise, la ciudad prospera económicamente.
Las guerras de religión en el siglo XVI y la destrucción de la ciudad en 1568, marcan la decadencia de Bressuire. Es el comienzo de los años oscuros y la población disminuye hasta los 2.000 habitantes. Sin embargo, Bressuire desarrollará un negocio de tejidos y podemos decir que la época dorada de esta industria textil será el siglo XVII y principios del XVIII. La especialidad de Bressuire era la tiretaine, vendida en todo el Occidente, Normandía y París.
Durante la Revuelta de la Vendée, la ciudad resiste a los primeros asaltos campesinos de agosto de 1792 y fue tomado en 1793 por el ejército católico y real. El año siguiente el orden republicano intentará ser restablecido por Westermann. Sin embargo, la infernal columna republicana de Grignon quemó la ciudad en la primavera de 1794, matando, violando y dejando pocas casas intactas. La población no tiene más remedio que refugiarse en los alrededores. Estos refugiados de la Vendée inicialmente ganarán Airvault, al este, Saumur, al norte y Niort, al sur, los habitantes de Bressuire van a Poitiers, pero también al valle del Loira, Blois e incluso Orleans. Estas columnas infernales habían sido idea del régimen del terror para erradicar la rebelde Vendée. Seis columnas, cada una comandada por dos generales, debían practicar una búsqueda sistemática con la misión de matar hombres, mujeres, niños e incendiar campos, pueblos, castillos y granjas. El general Louis Marie Turreau era el instigador y comandante en jefe. Su nombre está grabado en el Arco de Triunfo de París. Como resultado de todo ello, el período de estancamiento será largo y en 1841 la ciudad tendrá sólo 2685 habitantes.
Con la llegada del ferrocarril en 1866, el paisaje urbano se modificará considerablemente, con consecuencias mucho más favorables. La ciudad se convierte en un nodo ferroviario regional con cinco ramas: conectada a La Roche-sur-Yon, Niort, Poitiers vía Parthenay, Thouars, Cholet, La Rochelle vía Fontenay-le-Comte. La estación de Bressuire era el cruce de dos líneas expreso de viajeros: Nantes-Limoges y Paris-Sables-d'Olonne hasta 1971. Gracias a los modernos intercambios comerciales y técnicos, Bressuire y su región se desarrollan tanto en la agricultura como en la industria, siendo entonces cuando adquieren fama las ferias de Bressuire. Hay una planta de gas, así como la estación de mercancías, el matadero, las salas y el teatro a finales del siglo XIX. Al 1886, la ciudad cuenta con 4200 habitantes.
En el periodo 1900-1950, los dos conflictos mundiales afectan a la región como en el resto del país. La ciudad duerme, las únicas acciones significativas son la construcción del nuevo matadero moderno (1938-1939) conectado a la red ferroviaria a través del cual el mercado de París abre a la carne de Bocage mediante los primeros coches refrigerados de la Empresa Grimaud. Cabe destacar la apertura de un jardín público y la llegada de una fábrica agroalimentaria, la conservera de Dolo. Es a partir de la década de 1950 que Bressuire encontró su vitalidad con la llegada de muchas pequeñas industrias aún activas (fabricación, madera, transformación de carne, fabricación de metales, mecánica de soldadura, metalurgia, etc.); En ese momento la población tiene 8.500 habitantes.
En los años setenta, Bressuire acercará a los municipios periféricos y se convertirá en lo que hoy llamamos Grand Bressuire. Al mismo tiempo, el siglo XX supuso el descenso del negocio ferroviario, con el cierre de muchas líneas al tráfico de pasajeros primero y después a la mercancía que pasaba por Bressuire entre 1960 y 1982. Hoy sólo queda una línea destinada al tráfico de pasajeros y mercancías por ferrocarril, que también fue el primero en servicio a Bressuire: La Roche-sur-Yon-Saumur que era la antigua línea París-Austerlitz-Les Sables-d'Olonne, a través de la cual se transportaba el transporte de mercancías y TER destino de La Roche-sur-Yon o Saumur y Tours, permitiendo llegar a París y volver dos veces al día. Los demás destinos ahora se encuentran por carretera mediante la red TER BUS en las regiones de Nueva Aquitania y la Loira o por la red RDS BUS del departamento de Deux-Sèvres.
Las actividades terciarias (escuela, administración, transporte, salud) convierten hoy en día en Bressuire, un departamento próspero de la subprefectura, que se ha convertido en un polo de atracción importante del norte de Deux-Sèvres con algo menos de 20 000 habitantes. Combina una actividad dinámica y una densa red asociativa. La ciudad realiza nuevas zonas de actividades en el noroeste y al este de la ciudad: zona Alphaparc y zona de Bocapole. La cadena de televisión pública France 3 Poitou-Charentes abrió un polo emisor allí desde finales del 2008 para Norte Deux-Sèvres y Vendée oriental.

## Demografía
| 1 947 | 630 | 1 033 | 1 344 | 2 685 | 1 894 | 2 646 | 2 705 | 2 654 | 2 693 | 3 165 | 3 369 | 3 536 | 3 816 | 4 166 | 4 723 | 4 668 | 5 120 | 4 967 | 5 274 | 5 174 | 5 094 | 5 163 | 5 324 | 6 071 | 6 206 | 6 528 | 8 733 | 17 115 | 18 423 | 17 827 | 17 799 | 18 436 |
| Para los censos de 1962 a 1999 la población legal corresponde a la población sin duplicidades (Fuente: INSEE [Consultar]) |     |       |       |       |       |       |       |       |       |       |       |       |       |       |       |       |       |       |       |       |       |       |       |       |       |       |       |        |        |        |        |        |

## Comunas asociadas
La comuna incluye ocho comunas asociadas (communes associées) incorporadas en 1972.
| Comuna asociada         | Población (2007) |
| ----------------------- | ---------------- |
| Beaulieu-sous-Bressuire | 785              |
| Breuil-Chaussée         | 977              |
| Chambroutet             | 440              |
| Clazay                  | 532              |
| Noirlieu                | 242              |
| Noirterre               | 1 027            |
| Saint-Sauveur           | 1 447            |
| Terves                  | 2 203            |

## Ciudades hermanadas

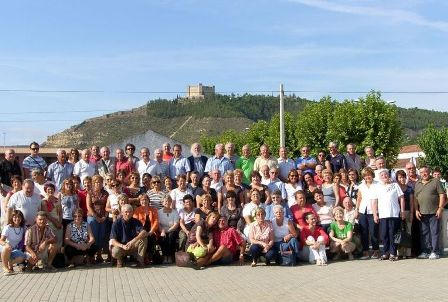
Encuentro del hermanamiento en Mequinenza.

La población de Bressuire está hermanada con ocho poblaciones, siete europeas, una africana y una americana. El hermanamiento con Mequinenza, realizado en 1982, es uno de los más antiguos en activo de Europa. Las dos poblaciones realizan anualmente viajes e intercambios culturales y deportivos impulsados por los respectivos Comités de Hermanamiento. En 2017, se celebraron los 35 años en el Hôtel de Ville de la localidad francesa con representantes de ambas poblaciones.
Bressuire mantiene un hermanamiento de ciudades con:
- Mequinenza, Provincia de Zaragoza, Aragón, España. (1982)
- Fraserburgh, Escocia, Reino Unido. (1990)
- Hodac, Mureș, Rumanía. (1990)
- Palimé, Altiplano. Togo. (1991)
- Friedberg. Alemania. (1992)
- Leixlip, Kildare, Irlanda. (1996)
- Riazán, Central, Rusia. (1997)
- Arica, Arica y Parinacota, Chile. (1997)
- Parczew. Polonia. (1998)